# Vlag van Jakoetië
De vlag van Jakoetië bestaat uit een blauw veld met een witte cirkel en aan de onderkant drie smalle horizontale banen in de kleuren wit, rood en groen. De vlag is sinds 14 oktober 1992 samen met het wapen van Jakoetië het officiële symbool van Jakoetië (of Republiek Sacha).

## Symboliek
Blauw symboliseert de heldere, vredige noordelijke lucht, hoop en vrijheid. Wit is de kleur van sneeuw en vertegenwoordigt de strenge schoonheid van de noordelijke regio, de extreme omstandigheden van het leven van de mensen en de zuiverheid van hun gedachten en temperament. Rood symboliseert vitaliteit, schoonheid, trouw aan het geboorteland en vooruitgang. Groen staat voor de korte, heldere zomer en de open ruimten van de taiga. Het symboliseert ook heropleving, vriendschap, broederschap en de Turkse oorsprong van het volk van Jakoetië. De witte zon komt uit de mythologie van het Jakoetische volk dat zichzelf beschouwt als "kinderen van de witte zon".

## Ontwerp
De vlag heeft een hoogte-breedteverhouding van 1:2. Het blauwe veld neemt driekwart van de hoogte in, de groene streep een achtste en de witte en de rode streep elk een zestiende. De diameter van de witte cirkel is gelijk aan twee vijfde van de hoogte van de vlag. Deze cirkel staat precies in het midden van het blauwe veld.